# Добегнев (гмина)
Добегнев (пол. Dobiegniew) — гмина (волость) в Польше, входит как административная единица в Стшелецко-Дрезденецкий повет, Любушское воеводство. Население — 7010 человек (на 2004 год).

## Соседние гмины
1. Гмина Бежвник
2. Гмина Члопа
3. Гмина Дрезденко
4. Гмина Кшиж-Велькопольски
5. Гмина Старе-Курово
6. Гмина Стшельце-Краеньске

## География
Озёра: Чарне и др.